# Jorge Carlos Patrón Wong
Jorge Carlos Patrón Wong (Mérida, 3 de janeiro de 1958) é um clérigo católico romano mexicano, que foi Bispo de Papantla, Secretário para os Seminários da Sagrada Congregação para o Clero e Arcebispo de Xalapa.

## Biografia
Jorge Carlos Patrón Wong nasceu na cidade de Mérida, Yucatán. É filho do casal formado pelos Srs. Wilberth Patrón Montes e Carmen Wong Mayín. Ele completou seus estudos sacerdotais no Seminário Conciliar de Yucatán, sendo ordenado sacerdote em 12 de janeiro de 1988 pelo Arcebispo de Yucatán, Manuel Castro Ruiz; de 1988 a 1993 fez estudos de especialização em Teologia Espiritual e Psicologia na Pontifícia Universidade Gregoriana.
Ao regressar de Roma, Dom Manuel Castro Ruiz concedeu-lhe o cargo de vigário nas paróquias de Ticul e Tizimín e posteriormente em 1994 integrou a equipa de formação do Seminário Conciliar de Yucatán, onde foi Prefeito do Seminário Menor, Prefeito da etapa Teológica, coordenador da formação humana e professor de psicologia, antropologia filosófica e direção espiritual.
Em dezembro de 2000 o arcebispo de Yucatan, Emilio Carlos Berlie Belaunzarán, o nomeou Reitor do Seminário Teológico de Yucatan; de 2002 a 2008 foi presidente da Organização dos Seminários Mexicanos (OSMEX), mesmo ano em que também foi eleito presidente da Organização dos Seminários Latino-Americanos (OSLAM) e reeleito em 2006 para o período encerrado em 2009.
A 15 de outubro de 2009 o Papa Bento XVI nomeou-o Bispo Coadjutor de Papantla, sendo ordenado em 15 de dezembro do mesmo ano pelo Núncio Apostólico no México, Christophe Pierre, no Seminário San Felipe de Jesús em Mérida; os co-consagrantes foram o arcebispo de Yucatán,Emilio Carlos Berlie Belaunzarán, e Hipolito Reyes Larios, Arcebispo de Xalapa. No 2 de maio de 2012 sucedeu oficialmente na sé de Papantla seu antecessor Dom Lorenzo Cardenas Aregullín.
Foi eleito presidente da Comissão Episcopal de Vocações e Ministérios para o ciclo 2012-2015 e membro do Departamento de Vocações e Ministérios do Conselho Episcopal Latino-Americano para o período 2011-2015.
No dia 21 de setembro de 2013, o Papa Francisco nomeou Mons. Patrón Wong como Secretário dos seminários da Congregação para o Clero, elevando-o à dignidade de Arcebispo ad personam. Nesse mesmo ano, também foi nomeado membro da Congregação para a Educação Católica.
Em julho de 2014, o Papa Francisco nomeou-o consultor da Congregação para a Evangelização dos Povos e, no ano seguinte, conselheiro da Pontifícia Comissão para a América Latina.
Em 21 de setembro de 2020, na Cidade do Vaticano, foi agraciado com o Prêmio Ohtli ou Reconhecimento Ohtli, concedido pelo governo mexicano a seus concidadãos que trabalham no exterior e que prestaram assistência a cidadãos mexicanos ou se encarregaram de promover sua cultura.
Aos 8 de dezembro de 2021, Papa Francisco o nomeou Arcebispo de Xalapa. Foi instalado em 8 de fevereiro de 2022.
Em 1 de junho de 2022, o Papa Francisco o nomeou como membro da Congregação para o Culto Divino e Disciplina dos Sacramentos.